# Lijst van mycologen met hun afkortingen
Dit artikel bevat een lijst van mycologen met hun standaardaanduidingen. De in deze lijst genoemde standaardaanduidingen kunnen worden gebruikt in de auteurscitatie die toegevoegd kan worden achter de wetenschappelijke namen van schimmels.
In sommige gevallen bestaat de standaardaanduiding uit de hele achternaam, terwijl in andere gevallen deze is afgekort. Er kunnen eventueel ook enkele letters worden voorgevoegd (soms ook achtergevoegd). In deze lijst zit er geen spatie tussen zulke letters en de achternaam.
De volledige database wordt bijgehouden op de Index Fungorum. De standaardaanduidingen voor mycologen zijn een deelverzameling van standaardaanduidingen in de botanische nomenclatuur.

## A
- Erik Acharius (1757–1819) — Ach.
- Michel Adanson (1727–1806) — Adans.
- Adam Afzelius (1750–1837) — Afzel.
- Carl Adolph Agardh (1785–1859) — C.Agardh
- Jacob Georg Agardh (1813–1901) — J.Agardh
- André Aptroot (1961) - Aptroot
- David Arora (1957)

## B
- Churchill Babington (1821–1889) — C.Bab.
- Giuseppe Gabriel Balsamo-Crivelli (1800–1874) — Bals.-Criv.
- Anton de Bary (1831–1888) — De Bary
- August Johann Georg Karl Batsch (1761–1802) — Batsch
- Gaspard Bauhin (1560–1624) — C.Bauhin
- Johann Bauhin (1541–1613) — J.Bauhin
- George Bentham (1800–1884) — Benth.
- Miles Joseph Berkeley (1803–1889) — Berk.
- Christine Marie Berkhout (1893–1932) — Berkh.
- Agathe L. van Beverwijk (1907–1963) — Beverw.
- Carl Ludwig Blume (1789–1862) — Blume
- James Bolton (1758–1799) — Bolton
- Jean Louis Émile Boudier (1828–1920) — Boud.
- Giacomo Bresadola (1847–1929) — Bres.
- Nathaniel Lord Britton (1859–1934) — Britton
- Max Britzelmayr (1839–1909) — Britzelm.
- Christopher Edmund Broome (1812–1886) — Broome
- Robert Brown (1773–1858) — R.Br.
- Arthur Henry Reginald Buller (1874–1944) — Buller
- Jean-Baptiste François Bulliard (1752–1793) — Bull.
- Edwin John Butler (1874–1943) — E.J.Butler

## C
- Augustin Pyramus de Candolle (1778–1841) — DC.
- George Washington Carver (1864–1943) - Carver
- Ignacio Chapela - Chapela
- John Burton Cleland (1878–1971) - Cleland
- Carolus Clusius (1526–1609) — Clus.
- Mordecai Cubitt Cooke (1825–1914) - Cooke
- August Carl Joseph Corda (1809–1849) - Corda
- Edred John Henry Corner (1906–1996) - Corner
- Carl Correns (1864–1933) - Correns
- Gordon Herriott Cunningham (1892–1962) - G.Cunn.
- William Curtis (1746–1799) — Curtis

## D
- René Louiche Desfontaines (1750–1833) — Desf.
- Johann Jacob Dillenius (1687–1747) — Dill.
- Joan Dingley - Dingley
- David Don (1799–1841) — D.Don
- Barthélemy Charles Joseph Dumortier (1797–1878) — Dumort.
- Michel Félix Dunal (1789–1856) - Dunal

## E
- Franklin Sumner Earle (1856–1929) - Earle
- Christian Gottfried Ehrenberg (1795–1876) — Ehrenb.
- Jakob Friedrich Ehrhart (1742–1795) — Ehrh.
- Stephan Endlicher (1804–1849) — Endl.
- George Engelmann (1809–1884) — Engelm.
- Constantin von Ettingshausen (1826–1897) — Ettingsh.

## F
- Victor Fayod (1860–1900) - Fayod
- John Fincham (1926–2005)
- David W. Fischer (1959)
- Johann Georg Adam Forster (1754–1794) — G.Forst.
- Elias Magnus Fries (1794–1878) — Fr.
- Bruce Alexander Fuhrer - Fuhrer

## G
- Joseph Gaertner (1732–1791) — Gaertn.
- Richard V. Gaines
- Charles Gaudichaud-Beaupré (1789–1854) — Gaudich.
- Léon Gaston Genevier (1830–1880) — Genev.
- Ewald Gerhardt - Ew. Gerhardt
- Johann Friedrich Gmelin (1748–1804) — J.F.Gmel.
- Samuel Frederick Gray (1766–1828) - Gray
- Johan Ernst Gunnerus (1718–1773) - Gunnerus
- Gastón Guzmán - Guzmán
- Helen Gwynne-Vaughan (1879–1967)

## H
- Emil Christian Hansen (1842–1909)
- H. W. Harkness (1821–1901)
- Joseph Dalton Hooker (1817–1911) — Hook.f.
- John W. Hotson
- William Hudson (1730-1793) — Huds.
- Nils Hylander (1904-1970) — Hyl.

## I
- Emil J. Imbach (1897–1970)

## J
- Nikolaus Joseph von Jacquin (1727–1817) — Jacq.
- Abraham Z. Joffe (1909–2000)
- Ivar Jørstad (1887-1967) — Jørst.

## K
- Károly Kalchbrenner (1807-1886) - Kalchbr.
- Gustav Karl Wilhelm Hermann Karsten (1817–1908) — H.Karst.
- Petter Adolf Karsten (1834–1917) — P.Karst
- Calvin Henry Kauffman (1869–1931)
- Patrick J. Keeling
- Bryce Kendrick (1933)
- Julius Vincenz von Krombholz (1782–1843)
- Julius Gotthelf Kühn (1825-1910)
- Robert Kühner (1903-1996) — Kühner
- Paul Kummer (1834–1912) — P.Kumm.

## L
- Jakob Emanuel Lange — J.E.Lange
- Charles de l'Écluse (1526–1609) — Clus.
- Joseph-Henri Léveillé (1796–1870) — Lév.
- Gustav Lindau (1866–1923) — Lindau
- John Lindley (1799–1865) — Lindl.
- Johann Heinrich Friedrich Link (1767–1850) - Link
- Carl Linnaeus (1707–1778) — L.

## M
- Charles McIlvaine (1840–1909)
- René Charles Joseph Ernest Maire (1878–1949) - Maire
- George Edward Massee (1850–1917)
- John Macoun (1831–1920)
- Carl Friedrich Philipp von Martius (1794–1868) — Mart.
- Tom May - T.W.May
- Konstantin Mereschkowski (1855–1921) — Mereschk.
- Georg Friedrich Wilhelm Meyer (1782–1856)
- André Michaux (1746–1802) — Michx.
- Pierre Marie Arthur Morelet (1809–1892)
- Ferdinand von Mueller (1825–1896) — F.Muell.
- William Murrill (1869–1957)

## N
- Karl Wilhelm von Nägeli (1817–1891)
- Christian Gottfried Daniel Nees von Esenbeck (1776–1858) — Nees
- Frank Newhook
- Machiel Noordeloos 1949 — Noordel.
- Thomas Nuttall (1786–1859) — Nutt.

## O
- Peter D. Orton (1916 - ) - P.D.Orton

## P
- Charles Horton Peck (1833–1917)
- Christiaan Hendrik Persoon (1761–1836) — Pers.
- Eduard Friedrich Poeppig (1791–1868) — Poepp.
- Karel Bořivoj Presl (1794–1852) — C.Presl.
- Nathanael Pringsheim (1823–1894) — Pringsh.
- Frederick Traugott Pursh (1774–1820)

## Q
- Lucien Quélet (1832–1899)

## R
- Constantine Samuel Rafinesque (1783–1840) — Raf.
- Jörg H. Raithelhuber - Raithelh.
- John Ramsbottom (1885–1974)
- Heinrich Gottlieb Ludwig Reichenbach (1793–1879) — Rchb.
- Henry Nicholas Ridley (1855–1956) — Ridl.
- Henri Romagnesi (1912-1999) — Romagn.
- Amy Rossman (1946) - Rossman
- Emil Rostrup (1831-1907) - Rostr.
- Georg Eberhard Rumphius (1627–1702) — Rumph.

## S
- Pier Andrea Saccardo (1845–1920) — Sacc.
- Augustin Saint-Hilaire (1799–1853) — A.St.-Hil.
- Jacob Christian Schäffer (1718–1790) — Schaeff.
- Diederich Franz Leonhard von Schlechtendal (1794–1866) — Schltdl.
- Franz Paula von Schrank (1747–1835)
- Joseph Schröter (1837–1894) — J.Schröt.
- Lewis David von Schweinitz (1780–1834) — Schwein.
- Giovanni Antonio Scopoli (1723–1788) — Scop.
- Louis Secretan (1758–1839) — Secr.
- John Sibthorp (1758–1796) — Sibth.
- Rolf Singer (1906–1994)
- Alexander Hanchett Smith (1904-1986) — A.H.Sm.
- James Edward Smith (1759–1828) — Sm.
- James Sowerby (1757-1822) — Sowerby
- Kurt Sprengel (1766–1833) — Spreng.
- Elvin C. Stakman (1885–1979)
- Paul Stamets (1955)
- Daniel E. Stuntz (1909–1983)

## T
- Fidel Tapia
- Harry D. Thiers (1919-2000) — Thiers
- Carl Peter Thunberg (1743–1828) — Thunb.
- Phillippe Édouard Léon van Tieghem (1839–1914) — Tiegh.
- John Torrey (1796–1873) — Torr.
- Joseph Pitton de Tournefort (1656–1708) — Tourn.
- Edward Tuckerman (1817–1886) — Tuck.
- Charles Tulasne (1816–1884) — C.Tul.
- Louis René Tulasne (1815–1885) — Tul.
- Shimon Tzabar (1926-2007)

## V
- Martin Vahl (1749–1804)
- Sébastien Vaillant (1669–1722) — Vaill.
- Rytas Vilgalys

## W
- Göran Wahlenberg (1780–1851) — Wahlenb.
- Elsie Maud Wakefield (1886–1972)
- Nathaniel Wallich (1786–1854) — Wall.
- Eugenius Warming (1841–1924) — Warm.
- Roy Watling (1938)
- Christian Ehrenfried Weigel (1748–1831)
- Friedrich Welwitsch (1806–1872) — Welw.
- Carl Ludwig Willdenow (1765–1812) — Willd.
- William Withering (1741–1799) — With.
- Alec Wood
- Franz Xaver von Wulfen (1728–1805)

## Y
- Anthony M. Young - A.M.Young

## Z
- Wanda Zabłocka (1900–1978)